# Abordări critice pentru Hamlet

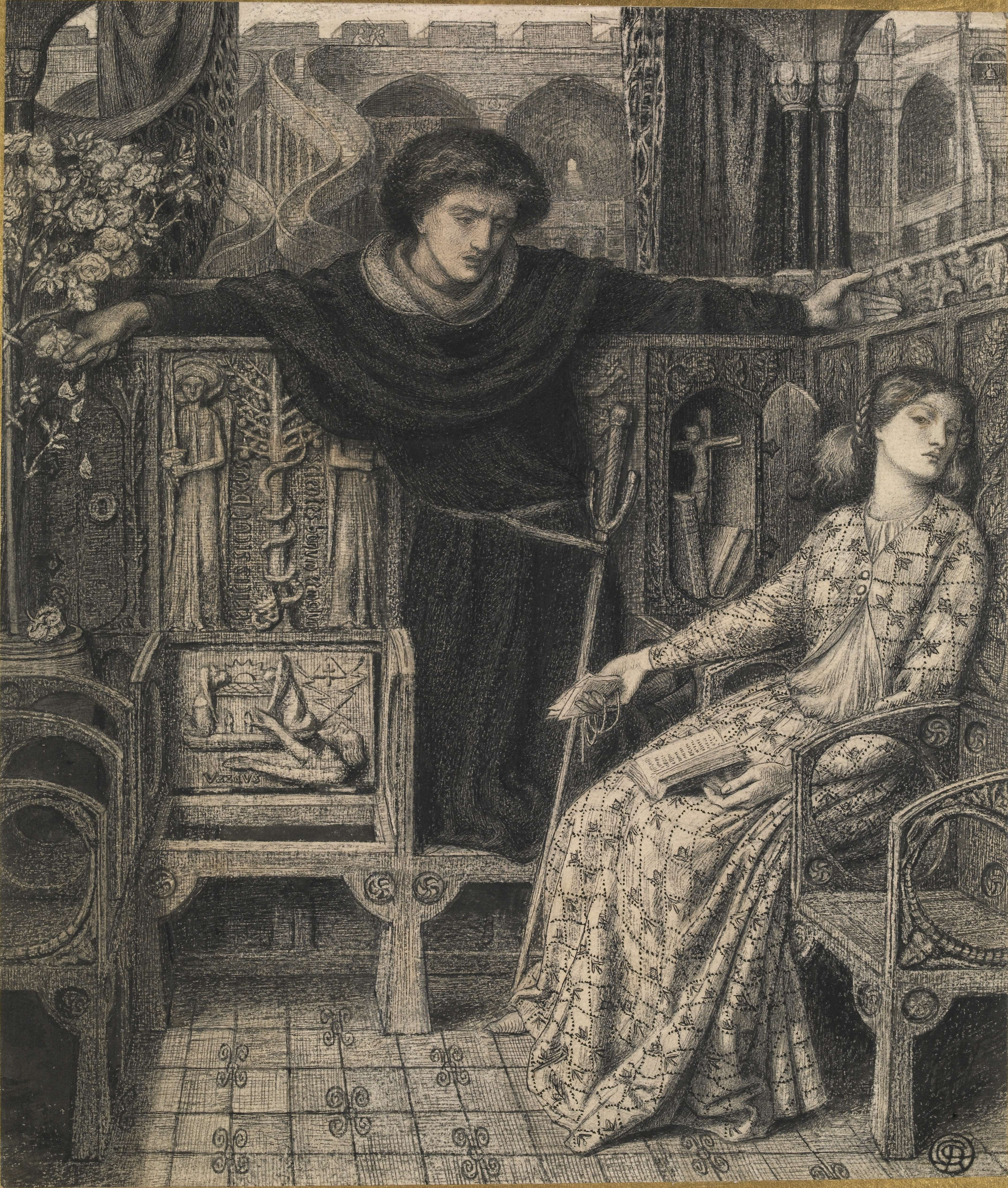
Hamlet și Ophelia, de Dante Gabriel Rossetti

## Istorie

### Perioada Renașterii
Interpretările lui Hamlet pe vremea lui Shakespeare erau foarte preocupate de portretizarea nebuniei din piesă. Piesa a fost adesea portretizată mai violent decât în vremurile ulterioare.  Popularitatea contemporană a piesei este sugerată atât de cele cinci quartos care au apărut în timpul vieții lui Shakespeare, cât și de frecvente referințe contemporane (deși cel puțin unele dintre acestea ar putea fi la așa-numitul Ur-Hamlet ).   Aceste aluzii sugerează că până la începutul perioadei iacobee piesa era renumită pentru fantomă și pentru dramatizarea melancoliei și a nebuniei . Procesiunea curtenilor nebuni și a doamnelor din drama iacobeană și carolină apare adesea îndatorată lui Hamlet. Au fost amintite și alte aspecte ale piesei. Privind înapoi la drama renascentistă din 1655, Abraham Wright laudă umorul scenei groparilor, deși sugerează că Shakespeare a fost întrecut de Thomas Randolph, a cărui comedie farsă The Jealous Lovers prezintă atât o travesti a Ofeliei, cât și o scenă a cimitirului. Există unele speculații academice că Hamlet ar fi fost cenzurat în această perioadă: vezi mai jos Contexte: religios . Teatrele au fost închise sub Puritan Commonwealth, care a funcționat între 1640 și 1660.

### Restaurația
Când monarhia a fost restaurată în 1660, teatrele s-au redeschis. Primele interpretări ale piesei, din sfârșitul secolului 17 până la începutul secolului 18, l-au arătat de obicei pe prințul Hamlet ca pe o figură eroică. Criticii au răspuns la Hamlet în termenii aceleași dihotomii care a modelat toate răspunsurile la Shakespeare din această perioadă. Pe de o parte, Shakespeare a fost văzut ca fiind primitiv și neînvățat, atât în comparație cu dramaturgii englezi de mai târziu, cum ar fi Fletcher, cât și mai ales în comparație cu idealurile neoclasice ale artei aduse înapoi din Franța odată cu Restaurarea. Pe de altă parte, Shakespeare a rămas popular nu doar în rândul publicului de masă, ci chiar și în rândul criticilor, care erau inconfortați de ignoranța sa cu privire la unitățile și decorul lui Aristotel.
Astfel, criticii au analizat Hamlet într-un context care evidenția clar forța sa dramatică. John Evelyn, care a asistat la o reprezentație în 1661, a consemnat în jurnalul său nemulțumirea față de încălcarea unității de timp și spațiu în piesă.[5] Cu toate acestea, spre finalul perioadei, John Downes a observat că Hamlet fusese montat mai des și cu un succes mai mare decât orice altă piesă din repertoriul lui Betterton.
În plus față de valoarea lui Hamlet ca erou tragic, criticii perioadei Restaurării s-au concentrat pe calitățile limbajului lui Shakespeare și, mai presus de toate, pe problema decorului tragic. Criticii au disprețuit gama indecoruoasă a limbajului lui Shakespeare, cu predilecția lui Polonius pentru jocuri de cuvinte și utilizarea de către Hamlet a unor expresii „mărunte” (adică, de nivel scăzut), cum ar fi „acesta este obstacolul”, care au primit o atenție deosebită. Și mai importantă a fost problema decorului, care în cazul lui Hamlet s-a concentrat pe încălcarea piesei a unității tragice de timp și loc și pe personaje. Jeremy Collier a atacat piesa din ambele aspecte în scurta sa privire asupra imoralității și profanei scenei engleze, publicată în 1698. Comparând Ophelia cu Electra, el îl condamnă pe Shakespeare pentru că i-a permis eroinei sale să devină „immodeste” în nebunia ei, în special în „Scena cu flori”.  
Atacul lui Collier a provocat o controversă larg răspândită, adesea vituperantă. Hamlet în general și Ophelia în special au fost apărate de Thomas D'urfey și George Drake aproape imediat. Drake apără dreptatea piesei pe motiv că ucigașii sunt „prinși în propriile lor osteneli” (adică capcane).  El apără, de asemenea, comportamentul Ofeliei, descriindu-l în contextul situației sale disperate; D'urfey, pe de altă parte, susține pur și simplu că Dennis a discernut imoralitatea în locuri unde nimeni altcineva nu a avut obiecții. În decada următoare, Rowe și Dennis au fost de acord cu Collier că piesa încalcă justiția; Shaftesbury și alții au apărat piesa ca fiind în cele din urmă morală. 

### Începutul secolului al XVIII-lea
Critica piesei în primele decenii ale secolului al XVIII-lea a continuat să fie dominată de concepția neoclasică asupra intrigii și caracterelor. Chiar și criticii care au apărat Hamlet au acceptat, ca principiu, necesitatea canonului clasic. Atacul lui Voltaire asupra piesei este poate cel mai faimos tratament neoclasic al piesei; acesta a inspirat numeroase apărări în Anglia, dar aceste apărări nu au slăbit la început ortodoxia neoclasică. Așadar, Lewis Theobald a explicat aparentă absurditate în care Hamlet a numit moartea o „țară nedescoperită” la scurt timp după ce a întâlnit Duhul, emitând ipoteza că Fantoma descrie Purgatoriul, nu moartea.  Astfel, William Popple (în 1735) laudă verosimile personajului lui Polonius, deplângând tradiția actorilor de a-l interpreta doar ca un prost.  Atât Joseph Addison, cât și Richard Steele au lăudat anumite scene: Steele, intuiția psihologică a primului soliloc, și Addison scena fantomă. 
Scenele cu fantoma, într-adevăr, au fost favorite ale unei epoci aflate pe cale de a trece la renașterea gotică. La începutul secolului, George Stubbes a observat utilizarea de către Shakespeare a incredulității lui Horatio pentru a face Fantoma credibilă. La mijlocul secolului, Arthur Murphy a descris piesa ca pe o reprezentare poetică a minții unei „persoane slabe și melancolice.” Puțin mai târziu, George Colman Senior a evidențiat piesa într-o discuție generală despre măiestria lui Shakespeare cu elementele supranaturale din dramă.
În 1735, Aaron Hill a exprimat un punct de vedere neobișnuit, dar prevăzător, atunci când a lăudat contradicțiile aparente din temperamentul lui Hamlet (în loc să le condamne ca încălcări ale decorumului). După mijlocul secolului, astfel de interpretări psihologice au început să câștige tot mai mult teren. Tobias Smollett a criticat ceea ce considera a fi ilogica solilocviului „a fi sau a nu fi”, afirmând că acesta era contrazis de acțiunile lui Hamlet. Mai frecvent, elementele disparate ale piesei au fost apărate ca făcând parte dintr-un design mai amplu. Horace Walpole, de exemplu, apără amestecul de comedie și tragedie ca fiind, în cele din urmă, mai realist și mai eficient decât o separare rigidă. Samuel Johnson l-a susținut pe Popple în apărarea caracterului lui Polonius; Johnson a pus, de asemenea, la îndoială necesitatea tratamentului dur al lui Hamlet față de Ofelia și a privit cu scepticism atât necesitatea, cât și verosimilitatea climaxului piesei. Caracterul lui Hamlet a fost atacat și de alți critici spre sfârșitul secolului, printre care George Steevens. Totuși, chiar înainte de perioada romantică, Hamlet a fost (alături de Falstaff) primul personaj shakesperian înțeles ca o personalitate separată de piesa în care apare.
Abia la sfârșitul secolului al XVIII-lea, criticii și interpreții au început să vadă piesa ca fiind confuză sau inconsecventă, Hamlet căzând dintr-un statut atât de înalt. Goethe i-a spus unuia dintre personajele sale, în romanul său din 1795 , Wilhelm Meister's Apprenticeship, „Shakespeare a menit... să reprezinte efectele unei acțiuni mărețe puse asupra unui suflet nepotrivit pentru a-i îndeplini... O natură drăguță, pură, nobilă și cea mai morală, fără puterea nervoasă care formează un erou, care nu poate suporta, nu se scufundă sub ea.” Această schimbare în viziunea personajului lui Hamlet este uneori văzută ca o schimbare în accentul critic pe intrigă (caracteristică perioadei de dinainte de 1750) către un accent pe portretizarea teatrală a personajului (după 1750). 

### Critică romantică
Chiar înainte de perioada romantică propriu-zisă, criticii începuseră să sublinieze elementele piesei care aveau să-l transforme pe Hamlet, în secolul următor, în epitomul tragediei de caracter. În 1774, William Richardson a formulat ideile esențiale ale acestei analize: Hamlet era un prinț sensibil și desăvârșit, cu un simț moral deosebit de rafinat; el este aproape paralizat de groaza adevărului despre mama și unchiul său și luptă împotriva acestei groaze pentru a-și îndeplini misiunea. Richardson, care considera că piesa ar fi trebuit să se încheie imediat după scena din budoar, vedea astfel piesa ca dramatizând conflictul dintre un individ sensibil și o lume aspră și degradată.

Henry Mackenzie Henry Mackenzie observă tradiția de a-l vedea pe Hamlet drept cea mai variată dintre creațiile lui Shakespeare: „Cu cele mai puternice intenții de răzbunare, el este nehotărât și inactiv; în mijlocul celei mai adânci melancolii, este vesel și glumeț; și, deși este descris ca un îndrăgostit pasionat, pare indiferent față de obiectul afecțiunii sale.” La fel ca Richardson, Mackenzie concluzionează că tragedia din piesă derivă din natura lui Hamlet: chiar și cele mai bune calități ale sale nu fac decât să-i întărească incapacitatea de a face față lumii în care este plasat. La această analiză, Thomas Robertson adaugă în mod special impactul devastator al morții tatălui lui Hamlet.
În secolul al XVIII-lea, o recenzie franceză negativă a lui Hamlet ar fi fost discutată pe larg timp de secole (în special în secolele al XIX-lea și al XX-lea prin publicații).        Un critic din secolul al XVIII-lea, în 1768, Voltaire, a scris o recenzie negativă a lui Hamlet.Acesta a afirmat: „Este o dramă vulgară și barbară, care nu ar fi tolerată nici măcar de cea mai josnică populație a Franței sau Italiei... ți-ai putea imagina că această piesă este opera unui sălbatic beat.”
Până la sfârșitul secolului al XVIII-lea, critica psihologică și textuală a depășit critica strict retorică; se mai întâlnesc ocazional critici ale metaforelor considerate nepotrivite sau barbare, dar, în mare parte, critica neoclasică a limbajului lui Shakespeare devenise caducă. Cea mai amplă critică a limbajului piesei de la sfârșitul secolului este, poate, cea a lui Hugh Blair.
O altă schimbare a avut loc chiar în perioada literare romantică (secolul al XIX-lea), cunoscută pentru accentul pus pe individ și motivația internă. Perioada romantică l-a văzut pe Hamlet mai degrabă ca un rebel împotriva politicii și ca un intelectual, decât ca pe o ființă excesiv de sensibilă. Aceasta este, de asemenea, perioada în care apare întrebarea despre amânarea lui Hamlet, întrucât anterior putea fi văzută ca un artificiu de intrigă, în timp ce romanticii s-au concentrat în mare măsură pe caracter. Samuel Coleridge, de exemplu, a susținut prelegeri despre Hamlet în această perioadă, evaluând starea sa tragică de spirit într-o interpretare care s-a dovedit influentă timp de peste un secol. Pentru Coleridge, Shakespeare a descris indecizia lui Hamlet ca rezultând dintr-un dezechilibru între atenția umană acordată obiectelor externe și gândurile interioare și, astfel, a suferit o paralizie a acțiunii, deoarece facultatea sa de imaginație vie i-a copleșit voința și i-a indus o aversiune față de punerea în aplicare a oricărei măsuri.  El a considerat că Shakespeare a dorit să transmită mesajul de bază că omul trebuie să acționeze și să nu fie împiedicat de gândirea excesivă care duce doar la amânare. Critica ulterioară a ajuns să considere această viziune mai degrabă o reflecție a naturii problematice a lui Coleridge decât o perspectivă asupra personajului shakespearian. Coleridge și alți scriitori au lăudat piesa pentru întrebările sale filozofice, care au ghidat publicul spre reflecție și creștere intelectuală.

### Sfârșitul secolului al XIX-lea până la începutul secolului al XX-lea
Pe la începutul secolului al XX-lea, doi scriitori, AC Bradley și Sigmund Freud, au dezvoltat idei care s-au construit pe trecut și au afectat în mare măsură viitorul criticii lui Hamlet . Bradley era de părere că Hamlet ar trebui studiat așa cum s-ar studia o persoană reală: reunirea conștiinței sale din indiciile date în piesă. Explicația lui despre întârzierea lui Hamlet a fost una dintr-o „melancolie” profundă care a crescut dintr-o dezamăgire tot mai mare a mamei sale. De asemenea, Freud îl privea pe Hamlet ca pe o persoană reală: una al cărei psihic putea fi analizat prin text. El a considerat că nebunia lui Hamlet a deghizat doar adevărul în același mod în care visele maschează realitățile inconștiente. El a văzut, de asemenea, luptele lui Hamlet ca o reprezentare a complexului lui Oedip . În viziunea lui Freud, Hamlet este sfâșiat în mare parte pentru că a reprimat dorința sexuală pentru mama sa, care este interpretată și contestată de Claudius. 

### Mijlocul și sfârșitul secolului al XX-lea
Critici mai târzii ai secolului, precum TS Eliot în eseul său remarcat „ Hamlet and His Problems ” au diminuat accentul psihologic pus asupra piesei și, în schimb, au folosit alte metode pentru a interpreta personajele din piesă, concentrându-se pe personaje secundare, precum Gertrude, și analizând ce revelează acestea despre deciziile lui Hamlet. Eliot a numit faimos Hamlet "un eșec artistic" și a criticat piesa, făcând o analogie cu Mona Lisa, întrucât ambele erau prea enigmatice. Eliot a vizat dezgustul lui Hamlet față de mama sa, considerându-l lipsit de un "corelativ obiectiv"; adică, sentimentele sale erau excesive în contextul piesei.
Întrebările despre Gertrude și alte personaje minore au fost mai târziu luate în considerare de mișcarea de critică feministă, deoarece critica s-a concentrat din ce în ce mai mult pe probleme de gen și importanță politică. Teoriile actuale, noul istoricist încearcă acum să înlăture romantismul din jurul piesei și să arate contextul acesteia în lumea Angliei elisabetane. 

### Secolul al XXI-lea
Cercetătoarea Margreta de Grazia, observând că multe dintre studiile despre Hamlet s-au concentrat pe aspectele psihologice, și-a dedicat lucrarea Hamlet without Hamlet pentru a înțelege latura politică a piesei. De fapt, cercetătoarea Linda Charnes (autoarea cărții Hamlet's Heirs: Shakespeare and the Politics of a New Millennium) a reiterat această idee în articolul său de recenzie al textului: „Nu există niciun personaj în canonul lui Shakespeare mai explorat, explicat, analizat, psihanaliat, deconstruit, reconstruit, apropriat, situat și expropriat decât Hamlet, Prințul Danemarcei.” De Grazia subliniază că multe dintre cuvintele din piesă, precum „adamah – precum Adam din Grădina Edenului – (piatră)” și „hamme (pământ)” au multiple înțelesuri, iar unele dintre aceste înțelesuri sunt politice, având o preocupare evidentă față de pământ.

## Analiză și critică

### Structura dramatică
În crearea lui Hamlet, Shakespeare a încălcat mai multe reguli, una dintre cele mai mari fiind regula acțiunii asupra caracterului. În perioada sa, piesele erau de obicei așteptate să urmeze sfatul lui Aristotel din Poetica, care declara că un drama nu ar trebui să se concentreze prea mult pe caracter, ci pe acțiune. Cu toate acestea, momentele de vârf din Hamlet nu sunt scenele de acțiune, ci monologurile, în care Hamlet își dezvăluie motivele și gândurile publicului. De asemenea, spre deosebire de alte piese ale lui Shakespeare, nu există un subiect puternic; toate ramificațiile intrigi sunt direct legate de lupta principală a lui Hamlet de a obține răzbunare. Piesa este plină de întreruperi aparent arbitrare și de neregularități ale acțiunii. La un moment dat, Hamlet este hotărât să-l omoare pe Claudius; în scena următoare, el devine brusc domolit. Cercetătorii încă dezbat dacă aceste răsturnări de plot sunt greșeli sau adăugiri intenționate pentru a spori tema piesei despre confuzie și dualitate.

### Limbă

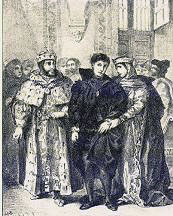
Declarația lui Hamlet în această scenă conform căreia îmbrăcămintea lui întunecată este doar o reprezentare exterioară a durerii sale interioare, exemplu al abilității sale retorice puternice.

O mare parte din limbajul piesei întruchipează vocabularul elaborat și plin de duh așteptat de la o curte regală. Acest lucru este în concordanță cu lucrarea lui Baldassare Castiglione, The Courtier (publicată în 1528), care conturează mai multe reguli de curte, sfătuind în mod special slujitorii familiei regale să-și amuze conducătorii cu dicția lor inventive. Osric și Polonius par să respecte în mod special această sugestie. Discursul lui Claudius este plin de figuri retorice, la fel ca și al lui Hamlet și, uneori, al Ofeliei, în timp ce Horatio, gardienii și groparii folosesc metode mai simple de vorbire. Claudius demonstrează un control autoritar asupra limbajului unui rege, referindu-se la el însuși la persoana întâi plural și folosind anaforă amestecată cu metaforă care amintește de discursurile politice grecești. Hamlet pare cel mai educat în retorica dintre toate personajele, folosind anaforă, ca regele, dar și asindeton și metafore foarte dezvoltate, reușind în același timp să fie precis și neînflorit (ca atunci când îi explică mamei sale emoția interioară, spunând „Dar eu am ceea ce în care trece se arată, / Acestea, dar costumul vai și capcană". Limbajul lui este foarte conștient și se bazează foarte mult pe jocuri de cuvinte. Mai ales când se preface că este nebun, Hamlet folosește jocuri de cuvinte pentru a-și dezvălui adevăratele gânduri, ascund în același timp. Psihologii au asociat de atunci o utilizare intensă a jocurilor de cuvinte cu schizofrenia . 
Hendiadys este un tip de figură retorică întâlnit în mai multe locuri din piesă, cum ar fi în discursul Opheliei după scena mănăstirii („The expectancy and rose of the fair state” și „I, of all ladies, most deject and wretched” fiind două exemple). Mulți cercetători au considerat ciudat faptul că Shakespeare ar utiliza, aparent în mod arbitrar, această formă retorică pe parcursul întregii piese. Hamlet a fost scris mai târziu în cariera sa, când Shakespeare era mai experimentat în a asocia figuri retorice cu personajele și cu trama, spre deosebire de începuturile sale. Totuși, Wright a propus că hendiadys este folosit pentru a amplifica simțul dualității în piesă.
Solilogurile lui Hamlet au captat și atenția savanților. Criticii timpurii au considerat astfel de discursuri ca A fi sau a nu fi ca expresii ale propriilor sale convingeri personale ale lui Shakespeare. Savanții de mai târziu, precum Charney, au respins această teorie spunând că solilocviile sunt expresii ale procesului de gândire al lui Hamlet. În timpul discursurilor sale, Hamlet se întrerupe, exprimând dezgustul în acord cu el însuși și înfrumusețându-și propriile cuvinte. Are dificultăți în a se exprima direct și, în schimb, ocolește ideea de bază a gândirii sale. Abia târziu în piesă, după experiența sa cu pirații, Hamlet este cu adevărat capabil să fie direct și sigur în discursul său. 

### Contexte

#### Religioase

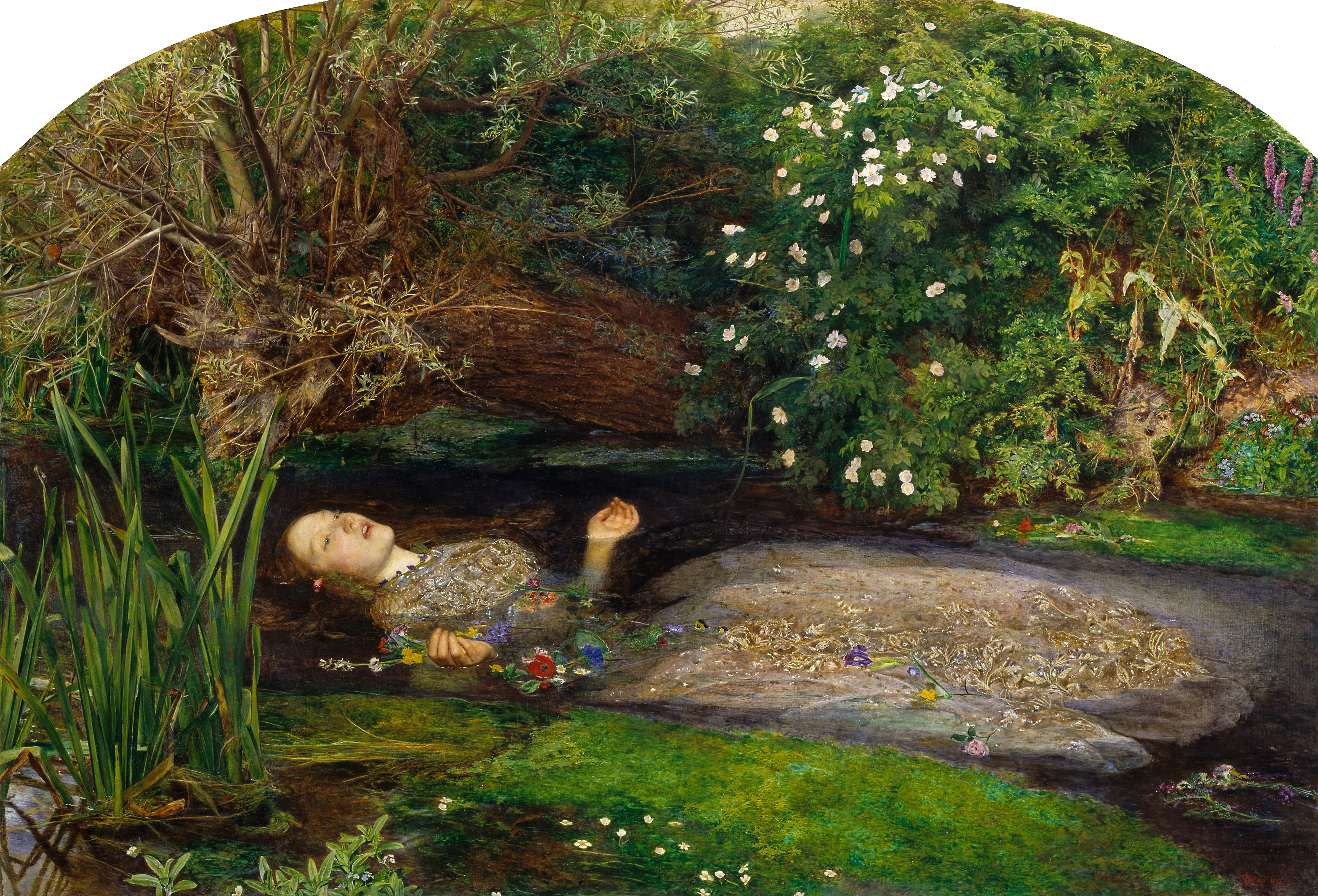
Ophelia din John Everett Millais (1852) descrie moartea misterioasă a Opheliei prin înec. Discuția clovnilor care se întreabă dacă moartea ei a fost o sinucidere și dacă merită o înmormântare creștină este în esență un subiect religios.

Piesa face mai multe referințe atât la catolicism, cât și la protestantism, cele două forțe teologice cele mai puternice ale vremii în Europa. Fantoma se descrie pe sine ca fiind în purgatoriu și că a murit fără a primi ultimele sale rituri. Acest lucru, împreună cu ceremonia de înmormântare a Ofeliei, care este unic catolică, constituie majoritatea legăturilor piesei cu catolicismul. Unii cercetători au subliniat că tragediile de răzbunare erau, în mod tradițional, catolice, posibil din cauza surselor lor: Spania și Italia, ambele națiuni catolice. Cercetătorii au observat că cunoașterea catolicismului piesei poate dezvălui paradoxuri importante în procesul decizional al lui Hamlet. Conform doctrinei catolice, cea mai mare datorie este față de Dumnezeu și familie. Tatăl lui Hamlet fiind ucis și cerând răzbunare oferă astfel o contradicție: trebuie el să-și răzbune tatăl și să-l omoare pe Claudius sau trebuie să lase răzbunarea în seama lui Dumnezeu, așa cum cere religia sa?
Elementele protestante ale piesei sunt reflectate în plasarea acțiunii în Danemarca, o țară predominant protestantă (în special luterană) în perioada lui Shakespeare. Totuși, nu este clar dacă Danemarca fictivă a piesei urmărește să oglindească acest aspect. Un indiciu semnificativ în acest sens este menționarea universității din Wittenberg, unde Hamlet își desfășoară studiile și unde Martin Luther a formulat celebrele sale 95 de teze.[40] O replică emblematică a piesei, care poate fi interpretată în această cheie religioasă, este: „Există o providență specială în căderea unei vrăbii. Dacă nu este acum, nu va veni; dacă nu va veni, va fi acum; dacă nu este acum, totuși va veni – pregătirea este totul.”
În primul Quarto, același vers se citește: „Există o providență predestinată în căderea unei vrăbii.” Cercetătorii s-au întrebat dacă Shakespeare a fost cenzurat, deoarece cuvântul „predestinat” apare în acest singur quarto al piesei Hamlet, dar nu în altele, iar cenzurarea pieselor nu era neobișnuită la acea vreme. Conducătorii și liderii religioși se temeau că doctrina predestinării ar putea duce oamenii să ierte cele mai trădătoare acte, cu scuza „Dumnezeu m-a făcut să o fac.” De exemplu, puritanii englezi credeau că conștiința era o forță mai puternică decât legea, datorită ideilor noi de la acea vreme că conștiința venea nu de la liderii religioși sau guvernamentali, ci direct de la Dumnezeu către individ. Mulți lideri ai vremii condamnau doctrina, spunând că este „nepotrivită pentru a-i menține pe supuși în ascultare față de suveranii lor”, deoarece oamenii ar putea „susține deschis că Dumnezeu a predestinat la fel de bine oamenii să fie trădători ca și să fie regi.” Regele Iacob, de asemenea, a scris adesea despre dezaprobarea sa față de gustul liderilor protestanți de a se opune regilor, considerându-l un pericol pentru societate. De-a lungul piesei, Shakespeare amestecă cele două religii, făcând interpretarea dificilă. Într-un moment, piesa este catolică și medievală, iar în următorul este logică și protestantă. Cercetătorii continuă să dezbată ce rol joacă religia și contextul religios în Hamlet.

#### Filosofice

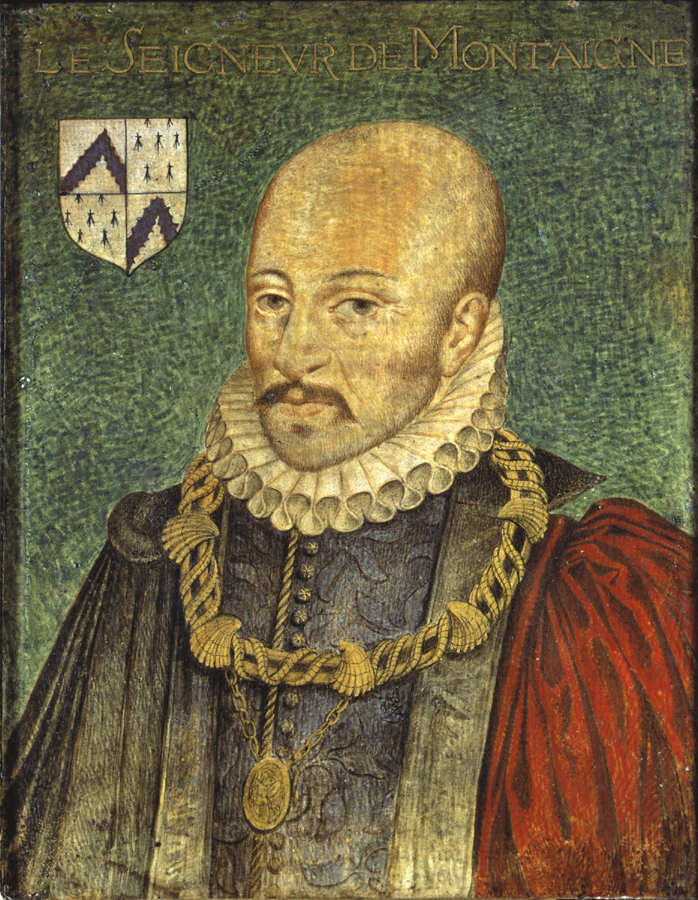
Ideile filozofice din Hamlet sunt similare cu cele ale lui Michel de Montaigne, un contemporan al lui Shakespeare.

Hamlet este adesea perceput ca un personaj filozofic . Unele dintre cele mai proeminente teorii filozofice din Hamlet sunt relativismul, existențialismul și scepticismul. Hamlet exprimă o idee relativistă atunci când îi spune lui Rosencrantz: „nu există nimic nici bun, nici rău, dar gândirea face ca să fie așa” (2.2.268-270). Ideea că nimic nu este real decât în mintea individului își are rădăcinile în sofismul grec, care susținea că, întrucât nimic nu poate fi perceput decât prin simțuri și fiecare om simte și percepe lucrurile diferit, adevărul este complet relativ. Nu există un adevăr absolut. Aceeași replică din Hamlet introduce și teorii ale existențialismului. Se poate citi un sens dublu în cuvântul „este”, ceea ce ridică întrebarea dacă ceva „este” sau poate fi, dacă gândirea nu îl face să fie așa. Acest lucru este legat de monologul său „A fi sau a nu fi”, unde „a fi” poate fi citit ca o întrebare despre existență. Totuși, contemplarea sinuciderii în această scenă este mai degrabă religioasă decât filosofică. Hamlet crede că va continua să existe după moarte.
Hamlet este probabil cel mai afectat de scepticismul predominant în zilele lui Shakespeare, ca răspuns la umanismul Renașterii. Umaniștii care trăiau înainte de vremea lui Shakespeare susținuseră că omul era asemănător lui Dumnezeu, capabil de orice. Scepticismul față de această atitudine este exprimat în mod clar în discursul lui Hamlet What a piece of work is a man : 
... acest pământ magnific mi se pare un promontoriu sterp, acest baldachin al aerului – oricât de pur și înălțător – nu este pentru mine decât o întindere ternă și lipsită de viață. Privește cerul acesta impunător, acest acoperiș maiestuos împodobit cu foc de aur – și totuși, nu-l percep altfel decât ca pe o masă grea și apăsătoare de vapori întunecați. Ce ființă uimitoare este omul! Cât de nobil în rațiune, cât de nemărginit în capacități! În formă și mișcare, cât de armonios! În acțiune, cât de expresiv și desăvârșit! În înțelegere, cât de apropiat de un înger; în rațiune, cât de asemănător unui zeu! Frumusețea lumii, modelul tuturor ființelor vii! Și totuși, pentru mine, ce este el, dacă nu doar o simplă chintesență de praf?
Cercetătorii au subliniat asemănările acestei secțiuni cu rândurile scrise de Michel de Montaigne în Essais-urile sale:
Cine l-a convins [pe om] că această admirabilă mișcare a boltelor cerului, că lumina eternă a acestor lămpi care se rotesc atât de aprig deasupra capului său, că groaza în mișcare și continuuă a acestui vast ocean infinit au fost stabilite și continuă atâtea veacuri pentru comoditatea și serviciul său? Este posibil să-și imagineze ceva mai ridicol decât această ființă mizerabilă și nenorocită, care nu este nici măcar stăpână pe sine, expusă și supusă ofenselor tuturor lucrurilor, și totuși îndrăznește să se numească Stăpân și Împărat.
În loc să fie o influență directă asupra lui Shakespeare, Montaigne ar fi putut reacționa mai degrabă la aceeași atmosferă generală a vremii, făcând ca sursa acestor linii să fie una de context și nu de influență directă.  

## Subiecte comune de critică
În cadrul piesei Hamlet, sunt povestite istoriile a cinci fii ai unor tați uciși: Hamlet, Laertes, Fortinbras, Pyrrhus și Brutus. Fiecare dintre ei se confruntă cu întrebarea răzbunării într-un mod diferit. De exemplu, Laertes acționează rapid pentru a se "răzbuna pe deplin" pe tatăl său, în timp ce Fortinbras atacă Polonia, în loc să se răzbune pe Danemarca vinovată. Pyrrhus doar își amână temporar mâna înainte de a-și răzbuna tatăl, Achilles, dar Brutus nu întreprinde niciun act în această situație. Hamlet reprezintă un echilibru perfect în mijlocul acestor povești, nici acționând rapid, dar nici fiind complet inactiv.

Hamlet se luptă să-și transforme dorința de răzbunare în acțiune și petrece o mare parte din piesă așteptând, mai degrabă decât acționând. Oamenii de știință au propus numeroase teorii despre motivul pentru care așteaptă atât de mult pentru a-l ucide pe Claudius. Unii spun că Hamlet simte compasiune pentru victima sa, temându-se să lovească, deoarece crede că, dacă îl va ucide pe Claudius, va fi la fel de rău ca și el. Povestea lui Pyrrhus, spusă de unul dintre membrii trupei de actori, de exemplu, îi arată lui Hamlet latura mai întunecată a răzbunării, ceva ce el nu își dorește. Hamlet admiră frecvent pe cei care acționează rapid, cum ar fi Laertes, care vine să se răzbune pentru moartea tatălui său, dar în același timp îi și teme pentru pasiunea, intensitatea și lipsa lor de gândire logică. 
Discursul lui Hamlet din Actul III, în care alege să nu-l omoare pe Claudius în mijlocul rugăciunii, a devenit un punct central în acest dezbatere. Oamenii de știință s-au întrebat dacă Hamlet este complet sincer în această scenă sau dacă își raționalizează inacțiunea în fața propriei conștiințe. Criticii din era Romantică au decis că Hamlet era pur și simplu un procrastinator, pentru a evita credința că el își dorea cu adevărat dispariția spirituală a lui Claudius. Ulterior, alți cercetători au sugerat că el a refuzat să omoare un bărbat neînarmat sau că a simțit vinovăție în acest moment, văzându-se pe sine ca pe o oglindă a bărbatului pe care dorea să-l distrugă. De fapt, se pare că principiile Renașterii care îl ghidează pe Hamlet servesc pentru a amâna gândurile sale. Imaginea fizică a lui Hamlet înjunghiindu-l pe un bărbat neînarmat, în rugăciune, pe la spate, ar fi fost șocantă pentru orice public de teatru. Similar, întrebarea despre „întârziere” trebuie văzută în contextul unei piese de teatru — „întârzierea” lui Hamlet între aflarea crimei și răzbunarea acesteia ar fi fost de maximum trei ore — aproape deloc o întârziere.
Piesa este, de asemenea, plină de imagini ale constrângerii. Hamlet descrie Danemarca ca pe o închisoare și pe el însuși ca fiind prins în lipici pentru păsări. El face mișto de abilitatea omului de a-și atinge propriile scopuri și subliniază faptul că o forță divină modelează țelurile oamenilor în altceva decât ceea ce intenționau. Alte personaje vorbesc și ele despre constrângere, cum ar fi Polonius, care îi cere fiicei sale să se închidă pentru a se feri de curtea lui Hamlet și o descrie ca fiind legată. Acest lucru contribuie la descrierea piesei a imposibilității lui Hamlet de a-și duce la îndeplinire răzbunarea. 
David P. Gontar, în cartea sa Hamlet Made Simple, propune că întârzierea lui Hamlet este explicată cel mai bine prin conceperea prințului Hamlet ca fiind fiul lui Claudius, nu al regelui Hamlet al Danemarcei. Observând că Hamlet este suicidal în primul său monolog, cu mult înainte de a întâlni fantoma, Gontar raționează că depresia sa este un rezultat al faptului că a fost trecut cu vederea pentru tronul danez, care este dat inexplicabil fratelui regelui. Aceasta sugerează un impediment la succesiune, și anume ilegitimitatea. Conform acestei interpretări, unele probleme colaterale sunt rezolvate: Hamlet este furios pe mama sa pentru o aventură extraconjugală pe care a avut-o cu Claudius, din care el, prințul, este un produs. Mai mult, motivul pentru care Hamlet nu poate să-l omoare pe rege nu este pentru că regele ar fi o figură paternă, ci mai puternic, pentru că el este tatăl biologic al lui Hamlet. Putem deduce, așadar, că fantoma este, de fapt, un mincinos, care nu arată nicio preocupare pentru bunăstarea personală a lui Hamlet. Ea confirmă paternitatea regelui Hamlet pentru a-i da lui Hamlet un stimulent pentru răzbunare.

### Nebunia
Hamlet a fost comparat cu contele de Essex, care a fost executat pentru conducerea unei rebeliuni împotriva reginei Elisabeta. Situația lui Essex a fost analizată de cercetători pentru dezvăluirile sale despre ideile elisabetane despre nebunie în legătură cu trădarea, așa cum se conectează cu Hamlet. Essex era în mare parte văzut ca fiind nebun de către elisabetani și a admis că era nebun pe eșafod înainte de moartea sa. Văzut în același context, Hamlet este destul de posibil la fel de nebun precum se preface, cel puțin în sens elisabetan. 

### Protestantism
Hamlet a fost student la Wittenberg sau așa se crede. Wittenberg este „una dintre cele două universități pe care Shakespeare le-a menționat vreodată pe nume” și „a fost faimos la începutul secolului al XVI-lea pentru predarea sa despre... noua doctrină a mântuirii a lui Luther ”.  Mai mult, referirea lui Hamlet la „o convocare politică a viermilor” a fost citită ca o aluzie criptică la celebra confruntare teologică a lui Luther cu Sfântul Împărat Roman la Dieta de la Worms în 1521. 
Totuși, reformatorul mai influent din Anglia începutului de secol 17 a fost Ioan Calvin, un puternic susținător al predestinației; mulți critici au găsit urme ale teologiei calviniste a predestinării în piesa lui Shakespeare. Calvin a explicat doctrina predestinării comparând-o cu o scenă, sau un teatru, în care scriptul este scris de Dumnezeu pentru personaje, iar acestea nu pot devia de la el. Dumnezeu, în această lumină, pune la punct un script și o scenă pentru fiecare dintre creațiile sale și hotărăște sfârșitul încă de la început, așa cum spunea Calvin: "După ce lumea a fost creată, omul a fost așezat în ea, ca într-un teatru, pentru ca el, privindu-le de sus și de jos, minunata lucrare a lui Dumnezeu, să-L venereze pe Autorul lor." Cercetătorii au făcut comparații între această explicație a lui Calvin și numeroasele referințe făcute la teatru în Hamlet, sugerând că acestea ar putea face și ele referire la doctrina predestinării, având în vedere că piesa trebuie să se încheie întotdeauna într-un mod tragic, conform scriptului.
Conducătorii și liderii religioși se temeau că doctrina predestinării ar putea duce oamenii să excuse cele mai trădătoare acțiuni, invocând scuzele „Dumnezeu m-a făcut să o fac.” De exemplu, puritanii englezi credeau că conștiința era o forță mai puternică decât legea, datorită noilor idei ale vremii, conform cărora conștiința nu venea de la liderii religioși sau guvernamentali, ci direct de la Dumnezeu către individ. Mulți lideri din acea perioadă condamnau doctrina, considerând-o „nepotrivită pentru a menține supușii în obediență față de suveranii lor”, deoarece oamenii ar putea „susține deschis că Dumnezeu a predestinat atât bărbații să fie trădători, cât și să fie regi”. Regele Iacob, de asemenea, scria frecvent despre dezaprobarea sa față de gustul liderilor protestanți de a se ridica împotriva regilor, considerându-l o primejdie periculoasă pentru societate.
În decizia finală a lui Hamlet de a se alătura jocului de sabie al lui Laertes și de a intra astfel în scena sa finală tragică, el îi spune înfricoșului Horatio:
All references to Hamlet, unless otherwise specified, are taken from the Arden Shakespeare Q2. Under their referencing system, 3.1.55 means act 3, scene 1, line 55. References to the First Quarto and First Folio are marked Hamlet Q1 and Hamlet F1, respectively, and are taken from the Arden Shakespeare Hamlet: the texts of 1603 and 1623. Their referencing system for Q1 has no act breaks, so 7.115 means scene 7, line 115.
În sine, această replică pune ultimul punct pe decizia lui Hamlet. Replica pare să fundamenteze această decizie pe credința sa în predestinarea sa ca ucigaș al regelui, indiferent de ce ar face. Aluzia posibilă la teologia predestinației este chiar mai puternică în prima versiune publicată a piesei Hamlet, Quarto 1, unde aceeași replică sună astfel: „Există o providență predestinată în căderea unei vrăbii.” Mulți cercetători s-au întrebat dacă Shakespeare a fost cenzurat, având în vedere că cuvântul „predestinat” apare în această variantă a piesei, dar nu și în altele, iar cenzurarea pieselor era departe de a fi un lucru neobișnuit în acea perioadă. 

### Catolicism
În același timp, Hamlet exprimă mai multe puncte de vedere catolice. De exemplu, Fantoma își descrie propria moarte ca fiind fără a primi Ungerea celor bolnavi, ultima sa taină. De asemenea, sugerează că a trăit în Purgatoriu: „Eu sunt duhul tatălui tău / Osândit pentru o perioadă să merg noaptea, / Și pentru ziua închis să postesc în focuri, / Până când păcatele groaznice săvârșite în zilele vieții mele / Vor fi arse și purificate” (1.5.9-13). În timp ce credința în Purgatoriu rămâne parte din învățăturile catolice de astăzi, aceasta a fost respinsă explicit de Reformatorii Protestanți din secolul al XVI-lea.
Doctrinile catolice se manifestă pe tot parcursul piesei, inclusiv în discuția despre felul în care Ophelia ar trebui să fie înmormântată în Actul 5. Întrebarea în această scenă este dacă este corect ca Ophelia să aibă o înmormântare creștină, deoarece cei care comit sinucidere sunt considerați vinovați de propria lor crimă, conform doctrinelor bisericii. Pe măsură ce dezbaterea continuă între cei doi clovni, devine o chestiune dacă moartea ei a fost sinucidere sau nu. Shakespeare nu răspunde niciodată complet la această întrebare, dar prezintă ambele părți: fie că ea nu a acționat pentru a opri înecarea și, prin urmare, a comis sinucidere din propria voință, fie că era nebună și nu știa de pericol și, astfel, a fost ucisă de apă, în mod inocent. 
Înmormântarea Opheliei dezvăluie mai multe dintre doctrinile religioase în discuție prin intermediul preotului care supraveghează funeraliile. Oamenii de știință au analizat cu atenție „ritele mutilate” (așa cum le numește Hamlet) efectuate de preot. Multe lucruri lipsesc din înmormântarea ei care, de obicei, ar face parte dintr-o înmormântare creștină. Laertes întreabă: „Ce ceremonie mai urmează?” Iar preotul răspunde că, din moment ce moartea ei este incertă, nu-i vor acorda întreaga ceremonie funerară, deși vor permite „flori de fecioară” sau flori aruncate în mormântul ei. În cazurile de sinucidere, în loc de flori, erau aruncate pietre ascuțite. Dificultățile din acest moment profund religios reflectă o mare parte din dezbaterea religioasă a vremii. 

### Alte interpretări

#### Feministe

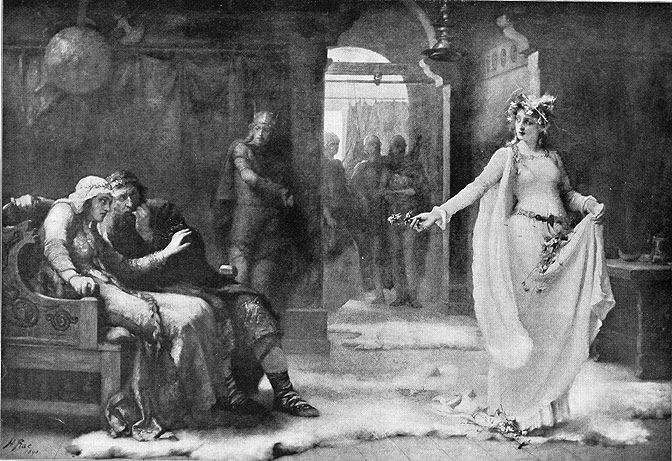
Ophelia, distrasă de durere (4.5). Criticii feminiști au explorat coborârea ei în nebunie în apărarea ei.

Criticii feministi s-au concentrat asupra sistemului de gen al Angliei timpurii moderne. De exemplu, aceștia subliniază clasificarea comună a femeilor ca fecioare, soții sau văduve, cu doar prostituatele fiind excluse din această trilogie. Folosind această analiză, problema din Hamlet devine identificarea pe care personajul principal o face a mamei sale ca o prostituată din cauza eșecului ei de a rămâne fidelă lui Hamlet Senior, ca urmare a căruia el își pierde încrederea în toate femeile, tratând-o pe Ofelia ca și cum ar fi o prostituată.
Carolyn Heilbrun a publicat un eseu despre Hamlet în 1957 intitulat „Mama lui Hamlet”. În ea, a apărat-o pe Gertrude, argumentând că textul nu sugerează niciodată că Gertrude știa că Claudius l-a otrăvit pe regele Hamlet. Această viziune a fost susținută de multe feministe de-a lungul timpului.  Heilbrun a susținut că bărbații care au interpretat piesa de-a lungul secolelor au interpretat-o complet greșit pe Gertrude, crezând mai degrabă ceea ce a spus Hamlet despre ea decât textul propriu-zis al piesei. Din acest punct de vedere, nicio dovadă clară nu sugerează că Gertrude a fost o adulteră. Ea se adapta doar la circumstanțele morții soțului ei pentru binele regatului.
Și Ophelia a fost apărată de criticii feministi, cel mai notabil de Elaine Showalter. Ophelia este înconjurată de bărbați puternici: tatăl ei, fratele și Hamlet. Toți trei dispar: Laertes pleacă, Hamlet o abandonează, iar Polonius moare. Teoriile convenționale susțineau că, fără acești trei bărbați puternici care să ia decizii pentru ea, Ophelia a fost împinsă spre nebunie. Teoreticienii feministi argumentează că ea înnebunește din cauza vinei, deoarece, atunci când Hamlet îi ucide tatăl, el împlinește dorința ei sexuală ca Hamlet să-l omoare pe tatăl ei pentru ca ei doi să poată fi împreună. Showalter subliniază că Ophelia a devenit simbolul femeii tulburate și isterice în cultura modernă, un simbol care poate să nu fie complet precis și nici benefic pentru femei.

#### Psihanaliză
Figuri-cheie ale psihanalizei - Sigmund Freud și Jacques Lacan - au oferit interpretări ale lui Hamlet . În interpretarea viselor (1899), Freud pornește de la recunoașterea a ceea ce el percepe ca fiind o contradicție fundamentală în text: „piesei îi este construită pe ezitările lui Hamlet în îndeplinirea sarcinii de răzbunare care i-a fost atribuită; dar textul său nu oferă motive sau justificări pentru aceste ezitări.” El ia în considerare explicația lui Goethe privind „paralizia cauzată de supra-intelectualizare”, precum și ideea că Hamlet este un personaj „patologic de nehotărât”. Freud respinge ambele teorii, invocând dovezile din piesă care arată capacitatea lui Hamlet de a acționa: uciderea impulsivă a lui Polonius și eliminarea machiavelică a lui Rosencrantz și Guildenstern. În schimb, Freud argumentează că inhibiția lui Hamlet împotriva răzbunării lui Claudius are o origine inconștientă.

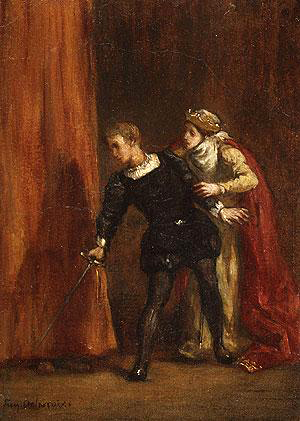
Teoria lui Freud despre dorința oedipală inconștientă a lui Hamlet față de mama sa a influențat spectacolele moderne ale „scenei dulapului” (3.3).

Anticipând teoriile sale ulterioare despre complexul lui Oedip, Freud sugerează că Claudius i-a arătat lui Hamlet „dorințele reprimate din propria copilărie realizate” (dorința lui de a-și ucide tatăl și de a lua locul tatălui său alături de mama sa). Confruntat cu această imagine a propriilor sale dorințe reprimate, Hamlet răspunde cu „autoreproșuri” și „scrupule de conștiință, care îi amintesc că el însuși nu este literalmente mai bun decât păcătosul pe care trebuie să-l pedepsească”. 
De la formularea acestei teorii, scena din dulap în care Hamlet își confruntă mama în apartamentele ei private a fost interpretată într-o lumină nepotrivită în numeroase reprezentații. Hamlet este jucat ca mustrându-și mama pentru relația ei cu Claudius. Adulterul și incestul sunt aspectele pe care le iubește și le urăște simultan la mama sa. Nebunia Opheliei după moartea tatălui ei poate fi citită prin lentila freudiană ca o reacție la pierderea celui pe care îl considera iubitul ei dorit—tatăl ei. Dragostea ei neîmpărtășită, sfârșită brusc prin moartea lui Polonius, este prea mult pentru ea, determinând-o să alunece în nebunie.
Pe lângă scurta sa analiză psihologică a lui Hamlet, Freud oferă o corelație cu viața lui Shakespeare însuși: Hamlet a fost scris după moartea tatălui dramaturgului (în 1601), eveniment care i-ar fi reactivat dorințele refulate din copilărie. Freud remarcă, de asemenea, asemănarea dintre numele fiului decedat al lui Shakespeare, Hamnet, și numele personajului principal, Hamlet. „Așa cum Hamlet tratează relația dintre un fiu și părinții săi”, concluzionează Freud, „la fel Macbeth (scris aproximativ în aceeași perioadă) se concentrează pe subiectul lipsei de copii.” Totuși, după ce face aceste observații, Freud adaugă un avertisment: el nu a descifrat decât unul dintre numeroasele motive și impulsuri care operează în mintea autorului—deși, susține Freud, unul care provine din „cel mai profund strat” al psihicului. 
Mai târziu, în aceeași carte, după ce a folosit psihanaliza pentru a-l explica pe Hamlet, Freud îl folosește pe Hamlet pentru a explica natura viselor: deghându-se în nebun și adoptând licența prostului, Hamlet „se comporta exact ca visele în realitate... ascunzând adevăratele împrejurări sub o mantie de inteligență și neinteligibilitate”. Când dormim, fiecare dintre noi adoptă o „dispoziție antică”. 

#### Gotic
Hamlet conține multe elemente care vor apărea mai târziu în literatura gotică . De la nebunia din ce în ce mai mare a prințului Hamlet, până la sfârșitul violent până la amintirile constante ale morții, până la, chiar și mai subtil, noțiunile despre omenire și structurile sale și punctele de vedere asupra femeilor, Hamlet evocă multe lucruri care vor reveni în ceea ce este considerat prima piesă a literaturii gotice, Castelul din Otranto și alte lucrări gotice ale lui Horace Walpole .  Walpole însuși a scris chiar, în a doua sa preferință pentru Otranto :
That great master of nature, Shakespeare, was the model I copied. Let me ask if his tragedies of Hamlet and Julius Cæsar would not lose a considerable share of their spirit and wonderful beauties, if the humour of the grave- diggers, the fooleries of Polonius, and the clumsy jests of the Roman citizens, were omitted, or vested in heroics?

### Eroic
Paul Cantor, în scurtul său text numit simplu Hamlet, formulează o teorie a piesei care îl plasează pe prinț în centrul conflictului renascentist dintre noțiunile antice și creștine de eroism. Cantor spune că Renașterea a însemnat o „renaștere a antichității clasice în cadrul unei culturi creștine”.  Dar o astfel de renaștere a adus cu ea o contradicție profundă: învățăturile lui Hristos despre smerenie și blândețe („oricine te va lovi pe obrazul tău drept, întoarce-l și pe celălalt”  ) sunt în conflict direct cu etosul străvechi, cel mai bine reprezentat de acțiunea lui Ahile în Iliada („Aș dori doar ca să mă alunge spiritul și să mă alunge cu violența asupra lucrurilor tale. că mi-ai făcut”  ).
Pentru Cantor, personajul Hamlet există exact în punctul unde aceste două lumi se ciocnesc. Pe de o parte, el este atras de latura activă a eroismului prin moștenirea lăsată de tatăl său („A lovit polonezii înzăpeziți pe gheață”și prin necesitatea răzbunării („Acum aș putea bea sânge fierbinte. Și să fac lucruri atât de amare încât ziua/ Ar tremura privind”. Simultan însă, el este atras spre o existență religioasă („căci în acel somn al morții ce vise pot veni”și, într-un anumit sens, vede întoarcerea tatălui său sub formă de fantomă drept o justificare pentru o astfel de credință.
Conflictul este, poate, cel mai evident în actul 3, scena 3, când Hamlet are ocazia de a-l ucide pe Claudius în timp ce acesta se roagă. Totuși, el se reține, justificându-și ezitarea prin următoarele versuri: „Acum aș putea s-o fac pe loc, acum se roagă;/ Și acum o voi face – și astfel se duce în rai,/ Și astfel m-am răzbunat. Asta trebuie analizată:/ Un ticălos îmi ucide tatăl, iar pentru asta/ Eu, unicul său fiu, trimit acest ticălos/ În rai.” În acest moment, este clar că singura minte și trupul prințului sunt sfâșiate de aceste două ideologii puternice.
Chiar și în celebrul solilocviu 3.1, Hamlet dă glas conflictului. Când întreabă dacă „este mai nobil în minte să suferi”,  Cantor crede că Shakespeare face aluzie la simțul creștin al suferinței. Când prezintă alternativa, „a lua armele împotriva unei mări de necazuri”,  Cantor ia aceasta ca pe o formulare străveche a bunătății.
Cantor subliniază că cele mai multe interpretări ale lui Hamlet (cum ar fi Psihanaliticul sau Existențialistul) văd „problema lui Hamlet oarecum înrădăcinată în sufletul său individual”, în timp ce Cantor însuși crede că teoria sa eroică oglindește „o tensiune mai fundamentală în cultura Renașterii în care trăiește”. 

### Meta-interpretare
Maynard Mack, într-un capitol extrem de influent din cartea Everybody's Shakespeare, intitulat „The Readiness is All”, susține că aspectele problematic ale intrigii din Hamlet nu sunt accidente (așa cum ar crede critici precum T.S. Eliot), ci sunt de fapt înfășurate chiar în țesătura piesei. „Nu este vorba doar despre absența motivațiilor,” spune el, „care ar trebui eliminate dacă am găsi doar pista perfectă. Este construită în însăși structura piesei.” Mack afirmă că „lumea lui Hamlet este, în mod evident, în mod interogativ. Ea vibrează cu întrebări.” El subliniază numeroase exemple: „Ce piesă de lucru este omul!... și totuși, pentru mine, ce este această esență de praf?”; „A fi sau a nu fi – aceasta este întrebarea”; „Mergi la mănăstire. De ce vrei să fii o naștere de păcătoși?”; „Ce ar trebui să facă asemenea tipi ca mine, târându-se între pământ și cer?” Acțiunea piesei, mai ales scenele din afacerea castelului, se petrec într-o ceață logică. Scena de deschidere este plină de confuzii și distorsiuni: „Bernardo?”; „Ce, este Horatio acolo?”; „Ce, a apărut din nou în seara asta?”; „Nu este acesta ceva mai mult decât fantezie?”.
Hamlet însuși își dă seama că „este cea mai mare ghicitoare dintre toate” și la 3.2.345 își exprimă frustrarea față de Rosencrantz și Guildenstern: „ce lucru nevrednic faci din mine... numește-mă orice instrument vrei, deși mă poți enerva, nu mă poți cânta pe mine”.  Mack spune că confuzia dramei indică „dincolo de contextul piesei, din dificultățile lui Hamlet în ale tuturor”. 
Alți critici, precum Martin Evans, extind noțiunea de „mister încorporat” a lui Mack, susținând că chiar și discrepanțele textuale dintre cele trei versiuni cunoscute ar putea fi de fapt deliberate (sau cel puțin contribuie la efectul general). Evans mai argumentează că textul impenetrabil al lui Shakespeare și „corzile imposibil de jucat” ale lui Hamlet ar putea reflecta anxietățile profunde resimțite într-o eră de dezorientare filosofică, științifică și religioasă. Lucrările (și acțiunile) lui Machiavelli, Copernic și Luther au zdruncinat noțiunile ierarhice de virtuozitate, ordine și mântuire care persistau din Evul Mediu.
Hamlet este, într-un sens, lumea inexplicabilă și enigmatică în care ființele umane au trebuit să se orienteze pentru prima dată. Fiecare dintre noi suntem personaje într-o piesă, la fel ca Gertrude, Polonius și ceilalți—în timp ce ei încearcă să-l înțeleagă pe Hamlet, noi încercăm să înțelegem pe Hamlet. Oricare ar fi interpretarea pe care o vom lua cu noi, fie ea existențialistă, religioasă sau feministă, ea va fi, în mod necesar, incompletă. Pentru Mack, ființele umane vor rămâne întotdeauna într-un „aspect de confuzie, mișcându-se în întuneric pe o fortificație între două lumi”. 

### Edițiile dinHamlet
- Grieb, Carol (8 august 2023) [2016]. A Truant Disposition: Discovering the tragedy of Hamlet through the role of Horatio (în English) (ed. Revised 2nd). Kansas: Cords & Letters, LLC. ISBN 979-8218250355.
- Halliday, F. E. (1964). A Shakespeare Companion 1564–1964. Shakespeare Library. Baltimore: Penguin. ISBN 0-14-053011-8.
- Marcus, Leah S. (1992). Puzzling Shakespeare: Local Readings and Its Discontents. New Historicism: Studies in Cultural Poetics (ed. Reprinted). Berkeley: University of California Press. ISBN 978-0520071919.
- Patterson, Annabel (1991) [1984]. Censorship and Interpretation: the Conditions of Writing and Reading in Early Modern England (ed. Reprint). Madison: University of Wisconsin Press. ISBN 0-299-09954-7.
- Quillian, William H. (1983). Hamlet and the New Poetic: James Joyce and T. S. Eliot. Ann Arbor, Michigan: UMI Research Press. ISBN 9780835714228.
- Vickers, Brian, ed. (1995) [1974]. Shakespeare: The Critical Heritage (1693–1733). 2 (ed. New). London: Routledge. ISBN 9780415134057.
- Vickers, Brian, ed. (1995) [1974]. Shakespeare: The Critical Heritage (1733–1752). 3 (ed. New). London: Routledge. ISBN 9780415134064.
- Vickers, Brian, ed. (1995) [1974]. Shakespeare: The Critical Heritage (1774–1801). 6 (ed. New). London: Routledge. ISBN 9780415134095.
- Winstanley, Lilian (1977) [1921]. Hamlet and the Scottish succession, Being an Examination of the Relations of the Play of Hamlet to the Scottish Succession and the Essex Conspiracy (ed. Reprinted). Philadelphia: R. West. ISBN 0-8492-2912-X.

1. 1 2 3 4 5 6  Wofford 1994.
2. ↑  Furness 1905, p. 36.
3. ↑  Jenkins 1965, p. 35.
4. ↑  Kirsch 1969.
5. ↑  Downes 1708, p. 21.
6. ↑  Vickers 1974d, p. 92.
7. ↑  Hamlet 4.5.151–92
8. ↑  Shoemaker 1965, p. 101.
9. ↑  Stoll 1919, p. 11.
10. ↑  Morley 1872, p. 123.
11. ↑  Dowden 1899, p. 50.
12. ↑  Thompson 2003, p. 98.
13. ↑  Addison 1711.
14. ↑  Vickers 1974e, p. 5.
15. ↑  Babcock 1931, p. 77.
16. ↑  Vickers 1974e, p. 156.
17. ↑  Wilson 1944, p. 8.
18. ↑  Vickers 1974e, p. 456.
19. ↑  Rosenberg 1992, p. 179.
20. ↑  Kliman 2005, pp. 138–9.
21. ↑  „Article clipped from Boston Evening Transcript”. Newspapers. 1877. p. 6. Accesat în 23 ianuarie 2024.
22. ↑  „Article clipped from The Birmingham Post”. Newspapers. 1898. p. 5. Accesat în 23 ianuarie 2024.
23. ↑  „Article clipped from Evening Standard”. Newspapers. 25 mai 1948. p. 6. Accesat în 23 ianuarie 2024.
24. ↑  „Article clipped from Wisconsin State Journal”. Newspapers. 29 mai 1988. p. 86. Accesat în 23 ianuarie 2024.
25. ↑  „Article clipped from Tucson Citizen”. Newspapers. 8 octombrie 1988. p. 9. Accesat în 23 ianuarie 2024.
26. ↑  „Article clipped from The Kansas City Times”. Newspapers. 8 mai 1987. p. 25. Accesat în 23 ianuarie 2024.
27. ↑  „Article clipped from The Day”. Newspapers. 3 decembrie 1986. p. 31. Accesat în 16 ianuarie 2024.
28. ↑  „Article clipped from The Kansas City Times”. Newspapers. 8 mai 1987. p. 25. Accesat în 23 ianuarie 2024.
29. ↑  „Article clipped from The Kansas City Times”. Newspapers. 8 mai 1987. p. 25. Accesat în 23 ianuarie 2024.
30. ↑  Smith 1903, p. xxxv.
31. ↑  Morgan 1939, p. 258.
32. ↑  Charnes, Linda (17 decembrie 2007). „"Hamlet" Without Hamlet (review)”. Shakespeare Quarterly (în engleză). 58 (4): 538–542. doi:10.1353/shq.2007.0054. ISSN 1538-3555.
33. ↑  De Grazia, Margreta. (2007). Hamlet without Hamlet. Cambridge, UK: Cambridge University Press. ISBN 9780521870252. OCLC 71347601.
34. ↑  MacCary 1998, pp. 67–72, 84.
35. ↑  MacCary 1998, pp. 84–5, 89-90.
36. ↑  MacCary 1998, pp. 87–8.
37. ↑  MacCary 1998, pp. 91–3.
38. ↑  MacCary 1998, pp. 37–8.
39. 1 2 3  Blits 2001, pp. 3–21.
40. 1 2  Matheson 1995.
41. 1 2  Ward 1992.
42. ↑  MacCary 1998, pp. 37–45.
43. ↑  MacCary 1998, pp. 28–49.
44. 1 2  MacCary 1998, p. 49.
45. ↑  Thompson & Taylor 2006a, pp. 256–7.
46. ↑  Knowles 1999.
47. ↑  Rasmussen 1984.
48. ↑  Westlund 1978.
49. ↑  McCullen 1962.
50. ↑  Shelden 1977.
51. ↑  Rust 2003.
52. ↑  Cannon 1971.
53. ↑  Thompson & Taylor 2006a.
54. ↑  Thompson & Taylor 2006b.
55. ↑  Greenblatt 2001.
56. ↑  Freeman 2003.
57. 1 2  Quinlan 1954.
58. ↑  Howard 2003, pp. 411–15.
59. ↑  Bloom 2003, pp. 58–9.
60. ↑  Showalter 1985.
61. ↑  Bloom 2003, p. 57.
62. ↑  MacCary 1998, pp. 111–13.
63. 1 2  Freud 1900, pp. 367–8.
64. ↑  Freud 1900, pp. 575.
65. ↑  de Grazia 2003.
66. ↑  Cantor 1989, p. 2.
67. ↑  Cantor 1989, p. 5.
68. ↑  Cantor 1989, p. 4.
69. ↑  Cantor 1989, p. 33.
70. ↑  Cantor 1989, p. 42.
71. ↑  Cantor 1989, pp. 43–4.
72. ↑  Cantor 1989, p. 22.
73. ↑  Cantor 1989, p. 12.
74. ↑  Cantor 1989, p. x.
75. 1 2 3  Mack 1993, p. 111.
76. 1 2 3  Mack 1993, p. 109.
77. ↑  Mack 1993, p. 110.
78. ↑  Evans 2007.